# Prosper (Teksas)
Prosper – miasto w Stanach Zjednoczonych, w stanie Teksas, w hrabstwie Collin. Znajduje się w regionie metropolitalnym Dallas–Fort Worth. Według spisu z 2020 roku liczyło 30,2 tys. mieszkańców. W latach 2022–2023 należało do 10. najszybciej rozwijających się miast w Stanach Zjednoczonych. 
Należy do 50 najbogatszych miast USA, ze średnim dochodem gospodarstwa domowego ponad dwukrotnie wyższym od krajowej wartości.

## Ludność
Według danych pięcioletnich z 2023 roku, mieszkańcy deklarowali głównie pochodzenie niemieckie (13,3%), angielskie (12,8%), „amerykańskie” (8,2%), irlandzkie (7,6%), meksykańskie (6,8%), afroamerykańskie lub afrykańskie (6,7%), hinduskie (5,8%) i włoskie (5%).
Średni dochód gospodarstwa domowego (dane z 2023) w Prosper wynosi 187 603 dolarów, zaś dochód na mieszkańca 68 166 dolarów. 3% mieszkańców żyje poniżej relatywnej granicy ubóstwa.